# 미즈하라 가오루
미즈하라 가오루(水原 薫, 1983년 6월 26일 ~ )는 일본의 여자 성우다. 미디어 포스 준소속이며, 지바현 출신이다.
《러키☆스타》의 쿠사카베 미사오 역으로 알려져 있다.

## 인물
- 백화점의 점내방송을 하던 어머니의 영향으로, 말하는 직업에 흥미를 가져, 방송업계의 일을 하는 관계자에게 스카웃을 받고 성우업을 시작함
- 가장 좋아하는 아티스트는 GLAY로, 기타의 HISASHI를 숭배하고있다. 그 외에 access , L'Arc~en~Ciel, akio 등을 좋아함
- 존경하는 배우는 이치바라 에츠코(市原 悦子)
- 라디오를 좋아해서, 전문 엽서꾼이었다. (드라마CD [오타쿠의 조건] 특전 CD에서)
- 좋아하는 애니메이션은 《세인트 세이야》 , 《하는김에 얼뜨기》(ついでにとんちんかん). 재방송을 보고 빠졌다는 듯
- 유제품은 못 먹음
- 옷은 '패션 센터 시마무라'에서 사고있다.
- 자타 모두 인정할 정도의 백면상이다.
- 빠른 말에 약해서 성우로 불리는 것에 약점을 느끼고 있는 것 같다(드라마CD「Limit-리미트-」오마케 CD에서 )
- 《러키☆스타》의 '쿠사카베 미사오' 역으로 유명하지만, 본래 목소리는 미사오와는 동떨어지게 낮은 목소리의 소년 역도 해낼 수 있다.
- 비서 기능 검정을 수험한 적이 있고 2급을 취득했다.

## 일화
- 러키☆스타에서 미즈하라 가오루가 연기한 쿠사카베 미사오는 예를 들면 18화의 케이크를 떨어뜨렸을 때에 말한 '균이 붙지 않는다니까!'라고 한 대사의 어미의 'ば(ba)'가 'ヴぁ(va)'로 들리는 등... 전체적으로 혀짧은 소리에 애교 있는 말투였기 때문에 그것이 미즈하라 가오루 본인이나 캐릭터 자신의 인기를 높이는 요인이 되었다고도 생각할 수 있다(괄호 안은 발음을 표기한 것이다).
- 특히 전술의 'ヴぁ'는 많은 팬에게 강렬한 임팩트를 남겨 《러키☆스타 캐릭터 송 Vol.009 배경 콤비》에서도 곡의 후반에 언급될 정도
- 《신 러키☆채널》에서의 발언이 근원으로, 일부에서는 '대식 캐릭터'로서 인식되기 시작하고 있다.
- 또, 동 프로그램에서 시라이시 미노루가 《세인트 세이야》풍의 테마곡을 만들어 주었다.

## 출연작품

#### TV 애니메이션
2006년
- 소녀는 언니를 사랑하고 있다（하급생2、여학생）
- 사랑하는 천사 안젤리크 ~마음이 눈 뜰 때~（소녀）
- 폭구 Hit! 크래쉬 비다만（츠키노 하루코）

2007년
- 아이들의 시간（아이다 이츠오, 학생 외）
- MOONLIGHT MILE（여사원）
- 러키☆스타（쿠사카베 미사오）

2008년
- 식령-제로-(이사야마 요미)

2009년
- 카나메모(사키)

2010년
- 하나마루 유치원(쿠사노)
- 백화요란 사무라이걸즈(야규 기센)
- 언젠가는 대마왕 (카미야마 칸나)

2011년
- 일상(나카무라)

#### 극장 애니메이션
- Genius Party　#6『꿈꾸는 기계』（아기）

#### 게임
- 드라고니아（아나운서）
- 러키☆스타의 숲 (쿠사카베 미사오)
- 러키☆스타 ~료오학원 앵등제~ (쿠사카베 미사오)
- 아가레스트 전기 제로 (미멜)
- 괴리성 밀리언아서 (성야형 다마스)

#### 드라마 CD
- 제로인（유지에 아야세）

#### 더빙
- 코드 네임 이글 (Codename eagle)（여성 병사）
- 데스 버거(DRIVE-THRU)（캐리, 티나）
- 해적의 보물(Treasure of Pirates) （비서）
- 위험한 도망자（사라, 간호사）
- 더 데자뷰(The Dejavu)（나딘）
- 전장의 킥 오프（류드빅）
- SUB ZERO（타마라）

#### CD
- 러키☆스타 캐릭터송 Vol.009 배경콤비
- 러키☆스타 캐릭터송 Vol.013 쿠사카베 미사오

#### 라디오
- 러키☆채널（제37회 임시 어시스턴트로 등장）
- 슈에이 학원 소녀 연구부（2007년 9월 30일 게스트）
- 신 러키☆채널 (어시스턴트 2호)
- 토모카즈x박로미의 라디오 쿠사리카케 (17회 이후로 어시스턴트)
- 식령~제로~ 초자연재해 라디오 대책실 (2008년 10월 18일 ~ 2009년 6월 27일 방송종료)